# Viola Amherdová
Viola Amherdová, celým jménem Viola Patricia Amherd (* 17. června 1962, Brig-Glis) je švýcarská politička ze strany Střed, která roku 2024 zastávala funkci prezidentky Švýcarska a od roku 2019 byla členkou švýcarské Spolkové rady.
Vystudovala práva na univerzitě ve Fribourgu. Politickou kariéru zahájila jako nezávislá právnička a notářka v roce 1992 v komunální politice a v letech 2000–2012 byla starostkou města Brig-Glis. Od roku 2005 působila v Národní radě, kde v roce 2011 převzala funkci místopředsedkyně federální parlamentní skupiny Křesťansko-demokratické lidové strany (CVP/PDC), která se v roce 2021 spojila s Konzervativní demokratickou stranou (BDP/PBD) a vytvořila stranu Střed (DM/LC). V prosinci 2018 byla zvolena do Spolkové rady a stala se ministryní obrany. Pro rok 2023 byla zvolena viceprezidentkou Spolkové rady.

## Politická kariéra

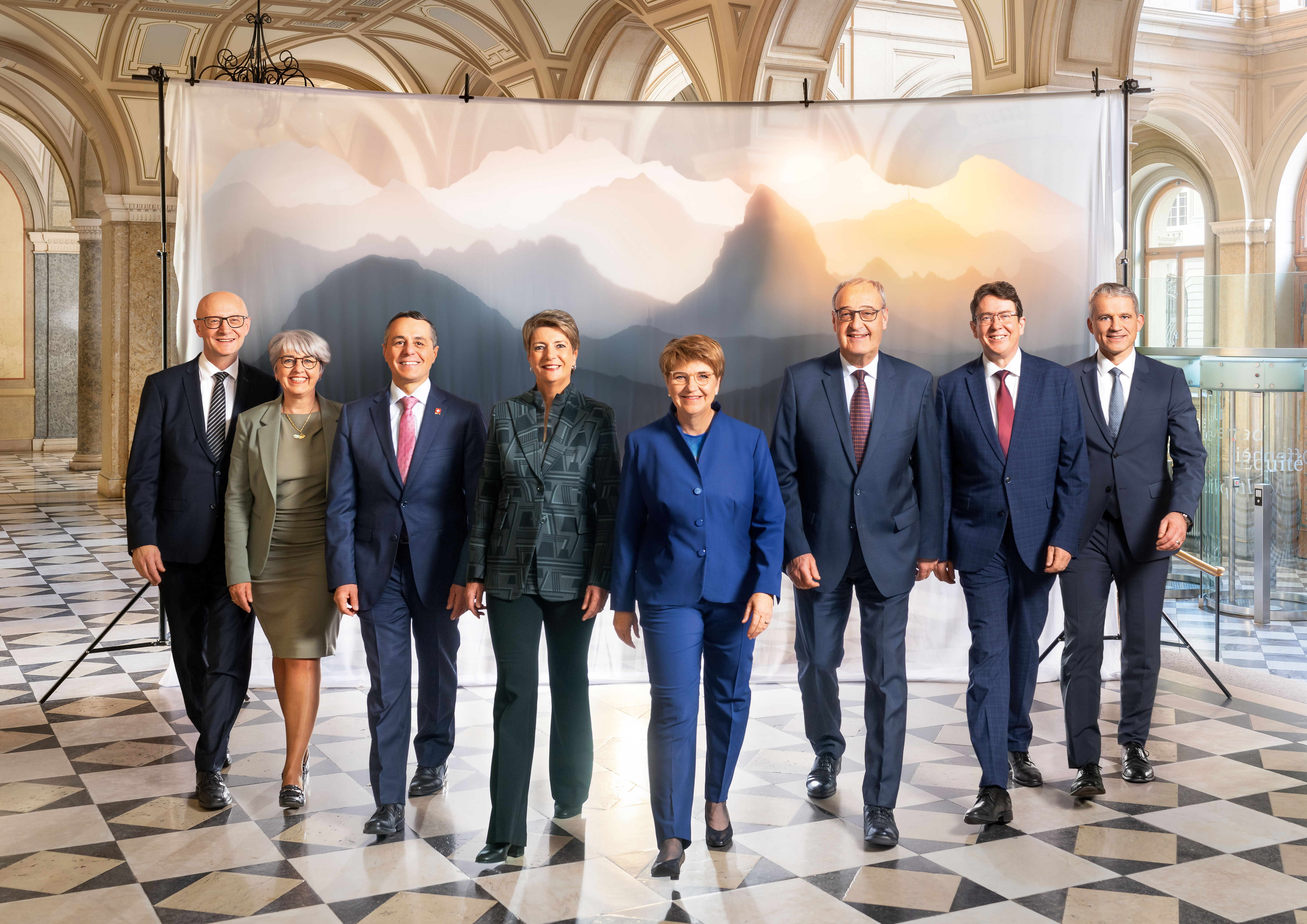
Oficiální portrét členů švýcarské Spolkové rady

Od roku 1992 byla členkou zastupitelstva města Brig-Glis, přičemž v letech 2000 až 2012 stála v jeho čele. V roce 1993 zpustošila centrální část města povodeň. Amherdová se tehdy osvědčila jako účinný krizový manažer. Zviditelnila se ve svém domovském kantonu Valais, stala se starostkou svého města, zefektivnila výkonný úřad a mezi lety 2005 až 2018 byla jako zástupce kantonu Valais zároveň poslankyní švýcarské Národní rady.
Když vstoupila do celostátní politiky, zasadila se o to, aby v ústavě byla zakotvena ochrana dětí a mládeže. Na ochranu dětí a mládeže byly zaměřeny i další iniciativy. Zabývala se problematikou sextingu, opatrovnictví dětí, kybergroomingu, dětskou prostitucí a ochranou mládeže v médiích. Vycházela přitom ze svých zkušeností rozvodové právničky, kdy zastupovala různé ženy a poznávala jejich rodinnou historii.
V roce 2009 prosadila, aby bylo v domovech pro seniory s demencí zřízeno více míst. Toto téma jí bylo blízké, protože se spolu se starší sestrou starala o vlastní matku, která demencí trpěla. Angažovala se také v péči o svůj kanton a horské oblasti obecně.
V prosinci 2018 byla zvolena do sedmičlenné Spolkové rady a ustanovena ministryní obrany, ochrany obyvatelstva a sportu, přičemž se stala první ženou v čele tohoto rezortu.  Svou zvídavostí a precizností v každodenních záležitostech si získala respekt armádních kádrů. Svou znalostí problematiky a pragmatismem si naklonila také parlament. Nebyla pro ni velká změna, aby se od ochrany rodiny přesunula k ochraně švýcarského obyvatelstva. Mezi Švýcary je oblíbená, není domýšlivá, ani odměřená. Je charismatická, ale vždy říká správné věci a působí upřímně.
V roce 2020 přesvědčila švýcarské voliče, aby souhlasili s nákupem nových stíhaček za 6 miliard švýcarských franků (7,03 miliardy dolarů). Bylo to v době, kdy si nikdo nedokázal v Evropě představit konvenční válku. Když Rusko napadlo Ukrajinu, velmi rychle si uvědomila, že Švýcarsko bude muset spolupracovat na mezinárodní úrovni. Znovu přesvědčila švýcarskou veřejnost o důležitosti bezpečnostní politiky a švýcarské armádě přidělila rekordní rozpočet 32 miliard švýcarských franků. Vyvolala ale také určité napětí ve společnosti vytvořením Státního sekretariátu pro bezpečnostní politiku, neboť nepřátelé NATO a přátelé Ruska ve Švýcarsku to nesli s nelibostí.  
Dne 7. prosince 2022 byla na rok 2023 zvolena viceprezidentkou a 13. prosince 2023 prezidentkou Švýcarska pro rok 2024. Funkce prezidenta je ve Švýcarsku jednoletá a jeho pravomoci jsou omezené. Amherdová prohlásila, že chce tento čas využít k upevnění mezinárodní integrace Švýcarska.

## Osobní život
Viola Amherdová se narodila katolickým rodičům 17. června 1962 v alpském městečku Brig-Glis v kantonu Valais v jižním Švýcarsku. Má o 14 let starší sestru. Její otec vedl obchod s elektrospotřebiči, který se rychle rozrůstal do okolních údolí. Během krátké doby získal více než 100 zaměstnanců. Jeho ambice však měly negativní vliv na manželství. Když mladá Viola dokončila studium latiny na Spiritus Sanctus College v Brig-Glis, rodiče se rozvedli. V tehdejším katolickém Valais nebyl rozvod dobře přijímán. Matka jí radila, aby zůstala nezávislá a vzala svou budoucnost do svých rukou.
V roce 1987 dokončila vysokoškolská studia v oboru právní věda na Fribourské univerzitě. Od roku 1991 pracovala jako právnička a notářka a mezi lety 1994 a 2006 jako soudkyně. Je svobodná a bydlí v rodném městě Brig-Glis. Mezi její záliby patří lyžování, turistika a jízda na horském kole.